# Moisés Villarroel
Moisés Villarroel, född 12 februari 1976, är en chilensk före detta fotbollsspelare.
Efter ett par framgångsrika år i Santiago Wanderers, bland annat ligatiteln 2000, köptes Villarroel av Colo-Colo 2003.
Villarroels internationella debut kom i en match mot Venezuela 29 april 1997. Chile vann matchen med 6-0. Sedan 1997 har Villarroel medverkat i 34 landskamper och gjort 1 mål. Han var också med i det chilenska landslaget då laget deltog i VM 1998. Han spelade i alla 4 matcher som laget spelade under VM.